# Abaeis
Ahora considerada un sinónimo de Eurema.

## Diversidad
Existen 2 especies reconocidas en el Neotrópico

## Plantas hospederas
Las especies del género Abaeis se alimentan de plantas de la familia Fabaceae. Las plantas hospederas reportadas incluyen los géneros Cassia, Chamaecrista, Senna y Trifolium.